# Volo Torino-Londra
L'episodio noto come il volo fra Torino e Londra è avvenuto il 24 settembre 1917, durante la prima guerra mondiale, e ruota attorno alla figura di Giulio Laureati.
A causa degli eventi bellici dell'epoca, l'episodio non ebbe la risonanza mediatica che altre avvenimenti del genere hanno avuto, ma appartiene di fatto alla storia pionieristica dell'aviazione: lo si può collocare tra il primo volo in aeroplano dei fratelli Wright (avvenuto 1903) e la prima traversata atlantica di Charles Lindbergh (che sarebbe stata effettuata dieci anni dopo l'episodio di Laureati, vale a dire il 17 dicembre 1927).
Protagonista dell'evento fu il biplano SIA 7B (equipaggiato con un motore FIAT A 12 bis da 300 CV), ma soprattutto coloro che vi erano a bordo: l'allora capitano Giulio Laureati ed il meccanico caporale Michelangelo Tonso
. I due percorsero in 7 ore e 22 minuti il tragitto lungo quasi 1 200 km da Torino alla capitale britannica. Decollati alle 9:15 del mattino dal "Campo volo di Mirafiori" a Torino, sorvolarono Modane a quota 3 500 metri per poi attraversare le Alpi; mantenendosi sempre a quota 2 500 m attraversarono il cielo di Francia ed il Canale della Manica giungendo, poco prima delle 4 e 30 pomeridiane, all'aerodromo militare inglese di Hounslow, presso Londra.
Il 26 settembre i protagonisti furono ricevuti da Re Giorgio V, ed al capitano Giulio Laureati venne conferito l'Ordine Reale Vittoriano.